# Odprto prvenstvo Francije 2006 - mešane dvojice
Rezultati Odprtega prvenstva Francije 2006 v tenisu za mešane dvojice.

## Spored
| Krog        | Datum                  |
| ----------- | ---------------------- |
| Prvi krog   | 1., 2 in 3. junij 2006 |
| Drugi krog  | 4 in 5. junij 2006     |
| Četrtfinale | 6. in 7. junij 2006    |
| Polfinale   | 8. junij 2006          |
| Finale      | 9. junij 2006          |

## Postavljeni igralci
Seznam postavljenih igralcev. Odebeljena dvojica je osvojila naslov, za ostale je v oklepaju navedeno kdaj so izpadli.
1. Lisa Raymond  / Jonas Björkman  (Prvi krog)
2. Cara Black / Kevin Ullyett  (Prvi krog)
3. Meghann Shaughnessy  / Mike Bryan  (Prvi krog)
4. Jie Zheng  / Maks Mirni  (Drugi krog)
5. Rennae Stubbs  / Todd Perry  (Četrtfinale)
6. Martina Navratilova  / Bob Bryan  (Polfinale)
7. Jelena Lihovceva  / Daniel Nestor  (Finale)
8. Katarina Srebotnik  / Nenad Zimonjić  (Prvaka)